# Paspalum wrightii
Paspalum wrightii là một loài thực vật có hoa trong họ Hòa thảo. Loài này được Hitchc. & Chase mô tả khoa học đầu tiên năm 1917.